# 恩伯伊
恩伯伊，是匈牙利索博尔奇-索特马尔-贝拉格州所辖的一个村。总面积30.35平方公里，总人口418，人口密度13.8人/平方公里（2011年1月1日）。